# واشنطونية متينة
الواشنطونية المتينة أو واشنطونية قوية  نوع نباتي شجري يشبه النخيل ويتبع جنس الواشنطونيا من الفصيلة الفوفلية (النخلية سابقًا). موطنه جنوب غرب الولايات المتحدة (صحراء سونورا في أريزونا) وولاية باخا كاليفورنيا في شمال غرب المكسيك.